# Броненосни крайцери тип „Изумо“
Изумо (на японски: 出雲型装甲巡洋艦) са серия броненосни крайцери на Японския имперски флот. Името на главния кораб на проекта идва от Изумо – стара японска провинция, днес част от префектура Шимане на остров Хоншу. Те са усъвършенствана версия на броненосните крайцери „Асама“. Всичко от проекта са построени 2 единици: „Изумо“ (на японски: 出雲), „Ивате“ (на японски: 磐手). Проектът претърпява развитие в броненосните крайцери от типа „Цукуба“.

## История на проекта и построяване
През втората половина на 1895 г. правителството и парламентът на Япония приемат нова програма за корабостроене, разчетена за 10 години. Планът включва четири броненосни крайцера и четири броненосеца, които следва да се поръчат на чуждестранни фирми, основно, на британски корабостроителници, тъй като Япония няма възможност да ги построи самостоятелно. Сравнението с руската строителна програма убеждава японците, че корабите поръчани според първоначалния план, ще са недостатъчни за противостоене на руския императорски флот. Ограниченият бюджет не позволява да се поръчат повете броненосци, и е решено да се поръчат повече броненосни крайцери, които вече стават общо шест кораба. Тези кораби са поръчани за сметка на £30 000 000 контрибуция изплатена от Китай след неговото поражение в първата китайско-японска война.
От тях, най-напред, влизат три броненосеца и пет броненосни крайцера.
На 16 септември 1897 г., британската фирма получава поръчка за поредния крайцер 1-ви ранг. Те са разработени от сър Филип Уотс, който се възползва от бързото развитие на техниката. Най-видимата разлика, спрямо по-старите кораби, става появата на трети комин, обусловено от използването на водотръбните котли „Белвил“. Решено е да се премахне носовия торпеден апарат, заедно с неговата защита, а теглото, икономисано от това и от олекотената главна енергетична установка, е насочено за увеличаване на дебелината на бронираната палуба.

## Конструкция
Проектът е създаден от сър Филип Уотс. Представлява усъвършенствана версия на броненосните крайцери „Асама“. Като цяло не са много различни от тях. Основната разлика е, че морално остарелите огнетръбни котли са заменени с водотръбни, както и замяната на бронирането с круповска броня, вместо броня тип „Харви“ на „Асама“. Промените носят икономия на водоизместимост от над 300 тона. Гладкопалубният корпус с неголяма седловатост на горната палуба и незначителен завал на борда в района на мидъла, е построен от мека корабостроителна (сименс-мартенова) стомана по смесената система на набор.
Водоизместимост: нормална 9503, пълна 10 305 дълги тона.
Дължина: между перпендикулярите 121,92 м, максимална 132,78 м. Ширина: максимална, по конструктивната водолиния, 20,94 м. Газене по конструктивната водолиния 7,24 м.
На крайцерите има един полубалансирен рул.

### Силова установка
Крайцерите са снабдени с двувални енергетични установки с вертикални четирицилиндрови парни машини тройно разширение, които са произведени от фирмата „Хъмфрис, Тенант енд Дайке“. Двадесет и четирите котела „Белвил“ с икономайзери имат обща нагревателна повърхност от 35 350 кв. фута (3284,12 м²) и площ на огнярските решетки – 1071 кв. фута (99,5 м²). Силовата установка се оказва с 300 т по-лека, отколкото на броненосните крайцери от типа „Асама“.
Нормалният запас гориво се съхранява във въглищни ями, разположени надлъжно на бордовете по протежение на машинно-котелните отделения. Той се равнява на 600 д. т. И именно от това е изчислено и газенето, и съответно, извисеността на главния брониран пояс над водолинията. Максималното количество въглища, което корабът може да приеме на борда си съставя за „Изумо“ – 1402 т, за „Ивате“ – 1412 т. При максимален запас далечината на плаване съставлява 4900 морски мили на ход 10 възела.

### Брониране
Главният брониран пояс с ширина 2,13 м се простира по водолинията от минус втория шпангоут до форщевена. При нормална водоизместимост, над водата поясът се извисява на 0,8 м. Дебелината на плочите в пределите на цитаделата съставлява 178 мм, а по краищата е 89 мм. На шест фута зад кърмовия перпендикуляр главният пояс се затваря от бронирана траверса със същата дебелина (89 мм). Вторият 127-мм пояс (с ширина 2,13 м) има дължина 53,34 м и се затваря от броневи траверси от 127-мм стомана, вървящи под ъгъл към диаметралната плоскост.
Кули на главния калибър: стени 152 мм, покрив 25 мм.
Носова бойна рубка: стени 356 мм, покрив 25 мм, кърмова съответно 76 и 25 мм.
Хоризонталната броня: защитната палуба, покривите на казематите, кулите и бойните рубки е направена от „екстрамека“ никелова стомана. Цялата броня с дебелина под 5 дюйма (127 мм) остава, както и преди, хомогенна никелова.
Увеличена е (по сравнение с „Асама“) дебелината на броневата палуба. Вече тя по цялото си протежение е 2,5-дюймова (63,5 мм), както по скосовете, така и в хоризонталната си част.

### Въоръжение
В качеството на главен калибър са поставени по четири 8-дюймовки с дължина на ствола от 45 калибра. Те имат приетите по това време в Англия телно скрепяване и бутален затвор. Всички крайцери, слезли от британските стапели, имат еднакви двуоръдейни барбетно-куполни артустановки. По вертикалата лафетите осигуряват на оръдията пределните ъгли на насочване от −5 до +15°. Масата на снаряда е 113,5 кг, началната му скорост е 782 м\с, далечина на стрелба – 65 кбт.
Останалото въоръжение се състои от скорострелни оръдия: 14 152-мм оръдия система Армстронг с дължина на ствола 40 калибра: десет 152-мм оръдия са разположени в бронирани каземати – 6 на батарейната палуба и 4 на горната, останалите са в палубни установки, двенадесет 12-фунтови (76-мм) оръдия с дължина на ствола 40 калибра. По четири оръдия са поставени на батарейната палуба по краищата, четири оръдия стоят на покривите на двуетажните каземати. Оставащите четири – по две на крилата на носовия и кърмовия горни мостици. И едностволните 47-мм оръдия Хочкис (2,5- и 3-фунтови). Те имат еднакъв калибър, но са с различна дължина на ствола (33 или 43 клб.), всичко такива оръдия има осем. Четири оръдия, зад кутиевидни щитове стоят на бойните марсове, останалите на мостиците. 152-мм оръдия система Армстронг са монтирани на лафети с централен щок, осигуряващи максимален ъгъл на възвишение 20° и снижение 7°. За всяко оръдие има по 150 изстрела. Теоретичната им скорострелност съставлява 5 – 7 изстрела в минута, практическата е четири. При ъгъл на възвишение 15° далечината съставлява 10 000 ярда (9140 м, 49,4 кбт.). При ъгъл на възвишение 20° далечината е 10 186 м (55 кбт.), повече, отколкото са 10 000 ярда. 152-мм патронни оръдия система Кане (приети в руския флот през 1892 году) при ъгъл на възвишение 15° могат да стрелят (маса на снаряда 41,5 кг) на разстояние 53 каб.
Според теорията, господстваща по това време във военноморските кръгове, за отразяването на атаките на миноносците 12-фунтовите оръдия са снабдени само с бронебойни снаряди. При това бронебойният снаряд може да се счита за такъв само формално, тъй като само има по-здрав корпус, отколкото на фугасния снаряд и за това по-малък по тегло детониращ заряд.
На крайцерите се наброяват четири 18" (457-мм) подводни бордови торпедни апарата. Боезапасът им съставлява 16 торпеда, по четири на апарат.
18" торпедо образец 30 (1897 г.) при дължина от 5,18 м носи заряд 220 фунта (100 кг) шимоза и има максимална скорост от 28 възела, на която може да измине 6 кбт.

## Модернизации
След руско-японската война ъглите на възвишение на оръдията на главния калибър са изменени на +30°/−5°, което позволява да се получи максимална далечина на стрелбата от 18 000 м (97,2 кбт., 19 700 ярда).

## Представители на проекта
| Име          | Заложен      | Спуснат на вода   | Влязъл в строй    | История                                                                      |
| ------------ | ------------ | ----------------- | ----------------- | ---------------------------------------------------------------------------- |
| „Изумо“ 出雲 | май 1897     | 19 септември 1898 | 25 септември 1900 | потопен след бомбардировка на 28 юли 1945, изваден и предаден за скрап 1947. |
| „Ивате“ 磐手 | ноември 1898 | 29 март 1900      | 18 март 1901      | потопен след бомбардировка на 24 юли 1945, изваден и предаден за скрап 1947. |

## Оценка на проекта
Океански рейдери не са необходими на японските адмирали, но бързоходните ударни кораби са им много полезни, а също и ловци на руските броненосни крайцери – своего рода „изтребители на изтребителите на търговията“.
Всичко това и определя концепцията на новите японски бойни съдове. Голямата далечина на плаване – най-важният тактически елемент на тогавашните крайцери – не им е нужна. За това „Асама“ по същество представлява не крайцер, а по-скоро бързоходен броненосец с олекотена артилерия на главния калибър и по-малка дебелина на бронята. Като на „Изумо“ благодарение на внедряването на круповската броня защитата се приближава към защитата на ескадрените броненосци от края на 19 век. 178-мм пояс от плочи, закалени по способа на Круп, по съпротивляемост на снарядите незначително отстъпва на 229-мм броня Харви на „Сикишима“, „Асахи“ и „Хацусе“. Дебелината на главния пояс от круповска броня на руските броненосци от типа „Бородино“ съставлява 194 мм, а на английските от типа „Канопус“ – едва 152 мм. Процента на бронята също е на нивото на броненосците 26,5 – 28% от нормалната водоизместимост.
Според оценките на съвременниците японските броненосни крайцери от програмата „6+6“ обладават посредствена мореходност. Отсъствието на полубака, заедно с претоварената с броня и въоръжение носова част, ги прави прекомерно „мокри“ и затруднява воденето на огън в свежо време от носовата кула на главния калибър, да не говорим за казематите на долното ниво, но все пак най-добрите ходови качества при вълнение от цялата шестица обладава типът „Изумо“.
Японските броненосни крайцери от програмата 1895 – 1896 година, може на се нарекат етапни кораби във военноморската история. Заедно с останалите се се явяват бързоходното крило на своите главни сили, което дава известен повод да ги считаме за родоначалници на новия клас бойни кораби – класа на линейните крайцери, но повод илюзорен. Те не са първи в това. Първите крайцери, които са предназначени преди всичко за ескадрен бой с основните сили на неприятеля, а не за океанско рейдерстване са типа „Джузепе Гарибалди“ и на разпространението по целия свят на италианците последва отговор: Австро-Унгарските „Хабсбурги“ и Чилийските „Конститусьон“ и „Либертад“. От сравнението между настъпателните и отбранителните качества на броненосните крайцери е видно несъмненото преимущество на „Гарибалди“ преизчислено на единица водоизместимост (а следователно, и по стойност). Италианският проект превъзхожда по този параметър даже японските броненосни крайцери.
Някои предвоенни прогнози не се потвърждават. Увеличаващите се дистанции на боя увеличават значението именно на тежките оръдия, а 6-дюмовките отиват на втори план. А за състезанието с броненосците 8-дюймовият главен калибър се оказва недостатъчно ефективен. Тяхното развитие „Цукуба“, по същество представлява увеличени „Изумо“ с четири 12-дюймови оръдия на ГК вместо 8-дюймови, но поради ниската си скорост (за своето време) той е аналог не на ескадрен крайцер, а на олекотен ескадрен броненосец, такъв каквито са британските „Дънкани“ или италианските броненосци тип „Реджина Маргерита“. Така тяхното развитие се изражда в броненосец 2-ри ранг, мощен, бързоходен, но второкласен броненосец.
Концепцията за двете самостоятелни ударни съединения от равен брой линкори и линейни крайцери, заложената в програмата 1895 – 1896 г., за японския флот става основна за последващите десетилетия, независимо от появата на новото поколение кораби – дредноутите.
Всичките шест крайцера са построени много бързо: пет от тях влизат в строй в периода 1899 – 1900 г., последният – „Ивате“ – през март 1901-ва. Най-добри, от цялата серия, се оказват „Изумо“ и „Ивате“, а най-неудачен – „Азума“. Само последният, към който има определени нарекания за неговия проект и качество на постройката, към момента на влизането му в строй е по-слаб от най-мощния броненосен крайцер от другата страна на света („Варезе“ от типа „Джузепе Гарибалди“). Но вече текат изпитанията на „конто-Гарибалди“ – „Хабсбург“ (SMS Habsburg), който е по-бърз и по-силен, не само от всеки от „Гарибалдийците“, но и от всеки от „Асамоидите“. При това той е по-малък от всеки от шестицата. Но никой друг не може да извади такъв мощен и еднороден крайцерски отряд от шест крайцера.
По болшинството си чисто крайцерски елементи те са по-слаби от всичките си основни конкуренти (освен италианците). Не много високата скорост (още повече с труд достигана даже на изпитанията), малък запас въглища, невисок борд – всички тези недостатъци се явяват продължение на „достойнствата“ на проекта. Голямата относителна площ на бронирането е „купена“ за сметка на късия и нисък корпус, което, на свой ред, препятства развиването на присъщата за крайцерите от онова време скорост (22 – 23 възела) и мореходността на океанския кораб. Характерно е, че Камимура не успява да догони формално доста по-бавните „Россия“ и „Громобой“.